# 감바 오사카 U-23
감바 오사카 U-23(일본어: 	
ガンバ大阪U-23)은 오사카 스이타시를 연고지로 하던 과거 일본 축구단으로 감바 오사카의 리저브팀이다. 2016 시즌 초반 리그에 진출한 이후 2020 시즌까지 J3리그에서 뛰었으며 대부분의 홈 경기를 파나소닉 스타디움 스이타에서 치렀고 일부 경기는 엑스포 '70 기념 경기장에서 치러졌다.

## 역사
2016년에 FC 도쿄, 세레소 오사카와 리저브팀인 U-23팀을 만들어 J3리그에 참가하여 일반 다른 리저브팀과 다르게 팀명 뒤에 '-B'가 아닌 'U-23'이라는 명칭을 사용했고 이 리저브팀들은 J2리그 승격이 불가능하며 23세 이상의 선수들은 최대 3명만이 참여할 수 있었으며 이러한 리저브팀 운영은 2020년에 종료되었다.

## 역대 감독
| 감독              | 임기        |
| ----------------- | ----------- |
| 미야모토 쓰네야스 | 2017 ~ 2018 |